# Katedra w Tartu

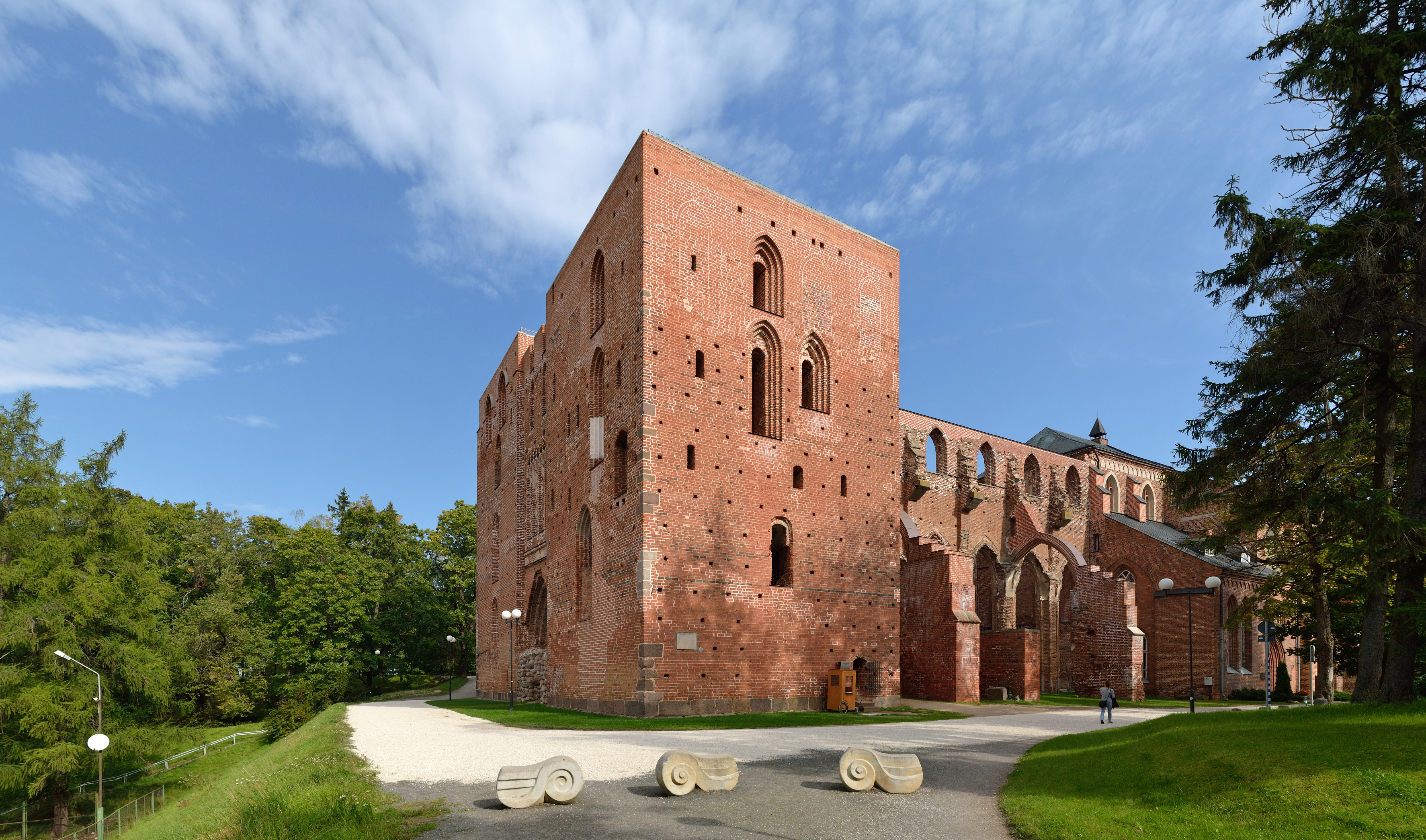
Fasada zachodnia katedry z wieżami

Katedra w Tartu (est. Tartu toomkirik) – ruina katedry rzymskokatolickiej położonej w drugim pod względem wielkości mieście Estonii – Tartu przy ul. Lossi 25. We wschodniej części byłej katedry mieści się Muzeum Historyczne Uniwersytetu w Tartu. Katedra nosiła wezwanie św. Piotra i Pawła. Jest jednym z symboli architektonicznych Tartu.
Katedra w Tartu jest jednym z najwspanialszych zabytków sakralnej ceglanej architektury gotyckiej na obszarze dawnej Liwonii.

## Historia i architektura
Późniejsze wzgórze katedralne w Dorpacie, położone nad rzeką Emajõgi było prawdopodobnie od najdawniejszych czasów jedną z dużych twierdz pogańskich Estów. Zostało zniszczone w 1224 przez chrześcijańskich najeźdźców z Liwonii. Chrześcijańscy zdobywcy rozpoczęli wkrótce po zdobyciu tego strategicznego miejsca budowę zamku biskupiego (Castrum Tarbate). Fragmenty umocnień z tamtych czasów zostały odsłonięte w wyniku wykopalisk archeologicznych.
Przypuszczalnie w II poł. XIII w. rozpoczęto budowę gotyckiej katedry po północnej stronie wzgórza katedralnego. Otaczał ją cmentarz i domy członków kapituły katedralnej. Katedrę poświęcono św. Apostołom Piotrowi i Pawłowi, patronom miasta Dorpat. Katedra stała się głównym kościołem diecezji w Dorpacie i jedną z największych budowli sakralnych Europy wschodniej.
Katedra była pierwotnie bazyliką. Później dobudowano do niej trzynawowe prezbiterium i zmieniono założenie na kościół salowy. Około 1299 korpus kościoła i prezbiterium zostały oddane do użytku.
Około 1470 prezbiterium przebudowano w stylu gotyku ceglanego. Zakończeniem procesu budowlanego katedry było wykończenie fasady zachodniej parą masywnych, bliźniaczych wież o charakterze obronnym, wysokich na 66 m. Katedrę i zamek biskupi oddzielał od Dolnego Miasta mur.

## Upadek katedry
W poł. lat 20 XVI w. do Dorpatu dotarła reformacja. 10 stycznia 1525 katedra została dotkliwie zniszczona w wyniku rewolty ikonoklastów. W następnych latach świątynia podupadała coraz bardziej. Po deportacji do Rosji ostatniego katolickiego biskupa Dorpatu, Hermanna II Wesela (biskup w latach 1552–1558, zm. 1563), katedra została ostatecznie porzucona. W latach 1558–1583 podczas wojen inflanckich między państwem polsko-litewskim a Szwecją, Danią i Carstwem Rosyjskim o ziemie zakonu inflanckiego oddziały rosyjskie zniszczyły Dorpat. Kiedy w 1582 miasto przypadło Rzeczypospolitej Obojga Narodów, nowi katoliccy władcy planowali odbudowę katedry. Po kolejnej wojnie polsko-szwedzkiej (1600–1611) trzeba było jednak zrezygnować z tych planów. Pożar w 1624 dopełnił dzieła zniszczenia katedry. W 1629 Dorpat dostał się w ręce Szwedów, którzy nie wykazywali większego zainteresowania losami zrujnowanej katedry.
Podczas szwedzkiego panowania katedra nadal niszczała i była wykorzystywana aż do XVIII w. jedynie jako miejsce pochówku mieszkańców Dorpatu. Następnie służyła do składowania siana oraz jako spichrz. W latach 60. XVIII w. obie wieże rozebrano do wysokości nawy głównej i przebudowano na strzelnice dla armat. Równocześnie zamurowano główny portal wejściowy.

## Uniwersytet w Dorpacie

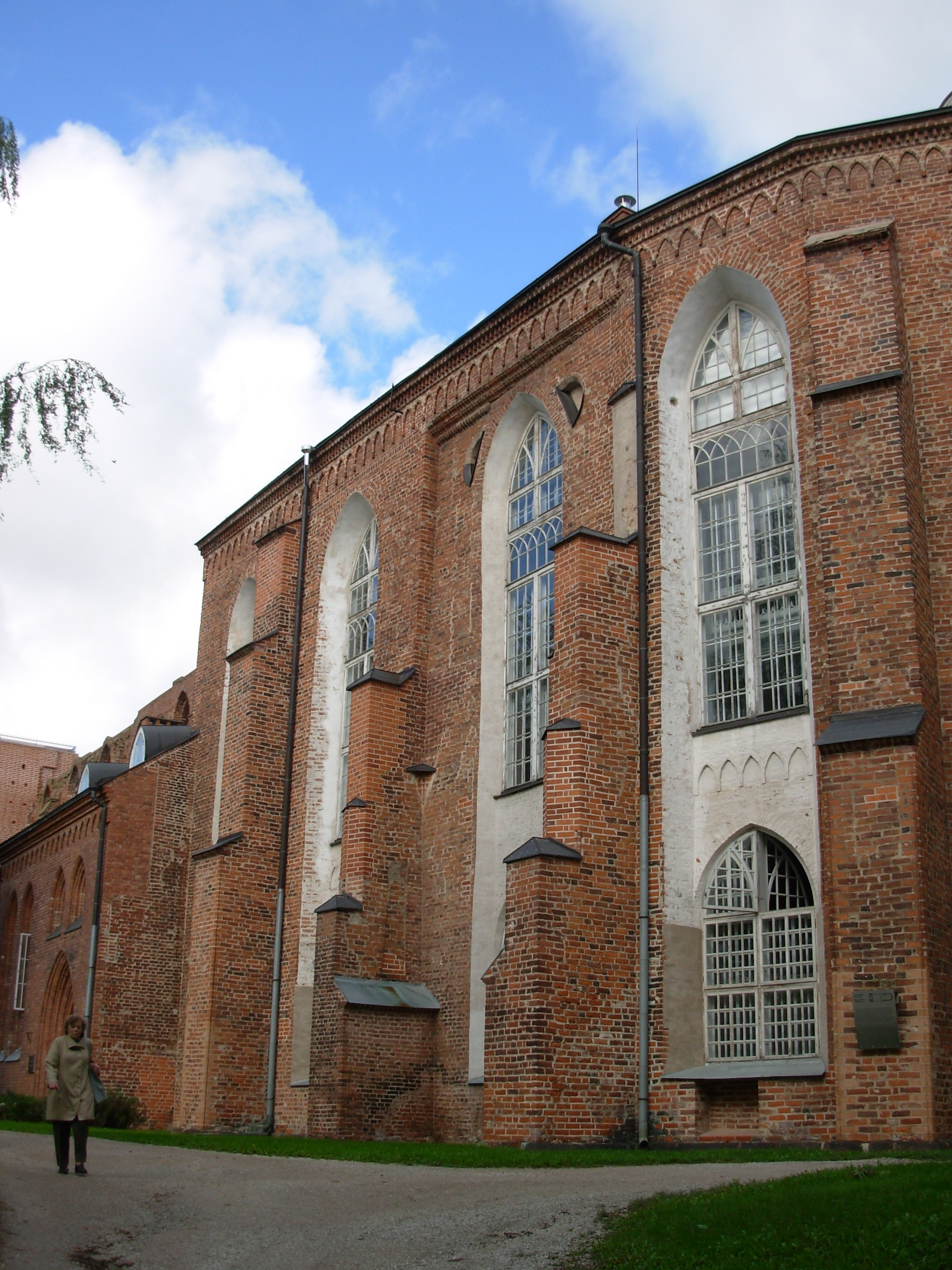
Byłe prezbiterium – obecnie Muzeum Historyczne Uniwersytetu w Tartu

W 1802 miało miejsce ponowne otwarcie Uniwersytetu w Dorpacie pod nazwą Kaiserliche Universität zu Dorpat (językiem wykładowym był niemiecki). Na zlecenie cara Aleksandra I miejscowy niemiecki architekt Johann Wilhelm Krause opracował projekt przebudowy prezbiterium katedry na bibliotekę uniwersytecką. Prace trwały od 1804 do 1807. W efekcie powstała trzykondygnacyjna budowla. Krause planował również wybudowanie obserwatorium astronomicznego w jednej z wież, jednakże planów tych nie udało się zrealizować. Pod koniec XIX w. wieżę północną przebudowano na wieżę ciśnień. W latach 1927–1928 bibliotekę rozbudowano i założono w niej system centralnego ogrzewania.
W latach 60. XX w. biblioteka była kilkakrotnie przebudowywana.
W 1981 zbudowano dla potrzeb uniwersytetu nowy gmach biblioteki, do którego przeniesiono zbiory dotychczasowej biblioteki, a w opróżnionym gmachu urządzono Muzeum Historyczne Uniwersytetu w Tartu (Tartu Ülikooli ajaloomuuseum). Budynek w 1985 gruntownie przebudowano, przywracając częściowo jego wnętrzom wygląd XIX-wieczny. Muzeum przechowuje ważne historyczne pamiątki związane z uniwersytetem, przyrządy naukowe i cenny księgozbiór. Pozostałą część ruiny katedralnej zabezpieczono. Uniwersytet prowadzi prace konserwatorskie w zniszczonej części katedry. Turyści będą mieli wstęp na bliźniacze wieże i na znajdujące się na nich platformy widokowe.

## Wzgórze katedralne
Wzgórze katedralne (Toomemägi), na którym znajdują się ruiny katedry zostało w XIX w. urządzone jako park wypoczynkowy. Znalazło się w nim kilka rzeźb ważnych osobistości z dziedziny kultury i nauki, związanych z Tartu, m.in.: Karla Ernsta von Baera (1792-1876), najwybitniejszego przedstawiciela nauk przyrodniczych w Tartu, Kristjana Jaaka Petersona (1801-1822), pierwszego estońskiego poety, Nikołaja Pirogowa (1810-1881), znanego rosyjskiego lekarza i chirurga oraz Friedricha Roberta Faehlmanna (1798-1850), inicjatora estońskiego eposu narodowego Kalevipoeg. Prowadząca do Dolnego Miasta droga wiedzie przez most zwany (niepoprawnie) „Engels-Brücke” (est. Inglisild, popr. „Englische Brücke”), zbudowany pomiędzy 1814 a 1816. Umieszczony pośrodku reliefowy portret przypomina pierwszego rektora reaktywowanego uniwersytetu, Georga Friedricha Parrota (1767-1852), i jest opatrzony łacińską sentencją „Otium reficit vires” („Czas wolny przywraca siły”).
Na wzgórzu katedralnym znajdują się poza tym budynki: Sądu Najwyższego Estonii, obserwatorium astronomicznego (założonego w 1811) i starego Anatomikum Uniwersytetu w Tartu.

## Turystyka
Tartu jest najbardziej na północny wschód wysuniętym punktem Europejskiego Szlaku Gotyku Ceglanego.
Ruiny katedry są dostępne do zwiedzania od poniedziałku do niedzieli w godz. 11.00–17.00.
Zwiedzanie z przewodnikiem w języku: estońskim, angielskim, niemieckim, fińskim, szwedzkim, francuskim i rosyjskim (wstęp płatny).